# Jagged Alliance 2: Wildfire
Jagged Alliance 2: Wildfire ist eine allein lauffähige Erweiterung des rundenbasierten Strategiespiels Jagged Alliance 2. Sie kam im März 2004 über den kanadischen Publisher Strategy First auf den Markt, im April 2005 veröffentlichte Zuxxez das Spiel in Deutschland.

## Handlung und Spielprinzip
Wildfire ist eine Modifikation für Jagged Alliance 2. Daher wurden auch die Grundprämisse und Handlung des Spiels nicht verändert. Der Spieler soll mit einer Söldnertruppe im Auftrag des ehemaligen Herrschers von Arulco, Enrico Chivaldori, den Inselstaat aus der Hand seiner tyrannischen Ex-Frau Deidranna Reitman befreien.
Die Neuerungen des Spiels liegen in einer umfangreichen Überarbeitung der vorhandenen Spielinhalte. Beginnend mit der Auswahl der Söldner, wurden sowohl die Fragebögen zum Erstellen eines eigenen Charakters als auch die Söldnerliste überarbeitet und teilweise ausgetauscht. Die maximale Squad-Größe wurde mit Wildfire v6.0 von sechs auf zehn Söldner und die Bildschirmauflösung von 640×480 auf 1024×768 Bildpunkte erhöht. 20 neue Waffen und eine neue Ausbalancierung der bereits vorhandenen Waffen sollen einen realistischeren Eindruck vermitteln, wozu auch neue Sounds zählen.
Überarbeitet wurden auch die Sektoren, Objekte und Gegenstände wurden verschoben und neue Umgebungsdetails u. a. Deckungsmöglichkeiten, eingefügt. Die Zahl der Computer-Gegner wurde deutlich erhöht und ihr Gefechtsverhalten stark überarbeitet, was den Schwierigkeitsgrad im Vergleich zum ursprünglichen Spiel stark ansteigt lässt. So suchen sie verstärkt Deckungsmöglichkeiten und stellen Hinterhalte auf.

## Entwicklung
Wildfire entstand aus den Modding-Arbeiten von Serge Popov. Popov versuchte mit seiner Mod ein realistischeres Spielgefühl zu vermitteln, weshalb er viele Veränderungen an den Waffen, Landschaften, Strukturen und dem Spielverhalten der Gegner vornahm. Für die kommerzielle Vermarktung gründete Popov sein Entwicklungsunternehmen i-Deal Games.
Der damalige Rechteinhaber der Jagged-Alliance-Lizenz, Strategy First, veröffentlichte die Mod in der Version 5.0 im März 2004 als offizielle, allein lauffähige Erweiterung auf dem nordamerikanischen Markt. Dieser Fassung wurde auch der Quellcode des Hauptspiels beigelegt. Da i-Deal nach eigenen Angaben von der zwischenzeitlich insolventen Strategy First nie bezahlt wurde, beendete der Entwickler die Zusammenarbeit wieder. In Deutschland und auf dem europäischen Markt erschien Wildfire über Zuxxez, die Nachfolgefirma des europäischen JA2-Publishers Topware Interactive. Diese Fassung basierte bereits auf Version 6.0 der ehemaligen Modifikation, enthielt jedoch nicht mehr den Quellcode des Spiels.

## Rezeption
Die Bewertungen von Wildfire fielen durchmischt aus.

„Warum Jagged Alliance 2 Wildfire überhaupt herausgekommen ist, bleibt mir ein Rätsel: schließlich ist das Hauptprogramm schon sechs Jahre alt! Neue Waffen, Söldner, überarbeitete Sektoren und eine bessere Balance sind schön und gut, rechtfertigen aber keinen Vollpreis-Titel. Das Gameplay strotzt zwar immer noch vor Komplexität und unglaublich vielen Handlungsmöglichkeiten, aber der Zahn der Zeit nagt gewaltig. Da hilft auch die Erhöhung der Auflösung nicht viel weiter. Viel schlimmer ist allerdings, dass Jagged Alliance 2 Wildfire an ziemlich vielen Bugs leidet und somit alles andere als stabil läuft.“

“If you've never played JA2, it's still worth getting, despite its 640 x 480 resolution, for its intriguing combination of strategy and RPG, rich humor and ever-changing challenges. But if you know the title well, we recommend taking a pass on Wildfire. This earnest but unimaginative release makes the game much tougher, but no more interesting.”

„Wenn man noch nie JA2 gespielt hat, ist es wegen seiner faszinierenden Kombination aus Strategie und Rollenspiel, reichhaltigem Humor und der sich ständig ändernden Herausforderungen immer noch einen Kauf wert, trotz seiner Auflösung von 640×480. Diese ernst gemeinte aber einfallslose Veröffentlichung macht das Spiel viel schwieriger, aber nicht deutlich interessanter.“